# Nédé
 (décembre 2023).
Si vous disposez d'ouvrages ou d'articles de référence ou si vous connaissez des sites web de qualité traitant du thème abordé ici, merci de compléter l'article en donnant les références utiles à sa vérifiabilité et en les liant à la section « Notes et références ».
Nédé, dans la mythologie celtique irlandaise, est un druide (file selon la terminologie littéraire) redoutable que l’on rencontre dans deux épisodes de l’histoire mythique d’Érenn. C’est le fils d’Adnae.

## Mythologie
Dans l’Immacallam in Da Tûaraid (Dialogue des deux Sages), il apparaît comme prétendant au grade d’ollam dans une dispute scientifique face au druide  Ferchertne (fils de Coipre), après un apprentissage en Écosse chez Eochu Echbel. Ce texte est fondamental quant au savoir des Celtes de l’Antiquité.
Par la suite, il devient l’archétype du druide abusif, à l’instar de Aithirne Ailgesach. Recueilli par son oncle, le roi du Connaught Caier, il commet l’adultère avec la femme de ce dernier et lui ravit le trône royal. Puis il lui demande une lame fabuleuse que le roi déchu ne peut lui procurer. Nédé profère alors un glam dicinn qui fait apparaître trois furoncles (honte, tache et laideur) sur le visage de Caier et entraîne sa mort sociale par la honte. Nédé est tué par l’explosion d’un rocher à Dun Cermnai, là ou son oncle se cache, car il a commis les trois fautes du druide : adultère avec une reine, usurpation de la souveraineté royale et satire abusive (le glam dicinn).

## Source primaire
- Christian-J. Guyonvarc’h, Le Dialogue des deux sages, Bibliothèque scientifique Payot, Paris, 1999,  (ISBN 2-228-89214-9)